# Хронологія поширення COVID-19 (березень 2022)
Стаття описує поширення коронавірусу тяжкого гострого респіраторного синдрому-2, що спричинив спалах коронавірусної хвороби 2019, у березні 2022 року. Уперше хвороба була зареєстрована в місті Ухань у КНР у грудні 2019 року.

## Хронологія пандемії

### 1 березня
Щотижневий звіт ВООЗ:
- Канада повідомила про 3674 нових випадки хвороби, загальна кількість випадків зросла до 3296653.[2]
- Японія повідомила про 65434 нових випадки за добу, офіційно перевищивши 5 мільйонів випадків, загальна кількість випадків зросла до 5067735.[3]
- У Малайзії повідомили про 25854 нові випадки хвороби, загальна кількість випадків зросла до 3468590. Зареєстровано 25548 нових одужання, загальна кількість одужань зросла до 3142112. Повідомлено про 78 нових смертей, внаслідок чого кількість померлих зросла до 32827.[4]
- Нова Зеландія повідомила про 19588 нових випадків, загальна кількість випадків зросла до 118812. Зареєстровано 281 одужання, загальна кількість одужань зросла до 18613. Кількість померлих залишилася на рівні 56. Було 100143 активних випадків хвороби (283 на кордоні та 99859 з місцевою передачею вірусу).[5]
- Сінгапур повідомив про 24080 нових випадків хвороби, загальна кількість випадків зросла до 748504. Повідомлено про 11 нових смертей, кількість померлих зросла до 1030.[6]

### 2 березня
- Канада повідомила про 7487 нових випадків хвороби, загальна кількість випадків зросла до 3304140.[7]
- Малайзія повідомила про 27500 нових випадків хвороби, загальна кількість випадків зросла до 3496090. Зареєстровано 27557 нових одужань, загальна кількість одужань зросла до 3169669. Зареєстровано 115 нових смертей, кількість померлих зросла до 32942 осіб.[8]
- Нова Зеландія повідомила про 22160 нових випадків хвороби, загальна кількість випадків зросла до 142321. Повідомлено про 135 одужань, загальна кількість одужань зросла до 18748. Кількість померлих залишилася на рівні 56. Було 124114 активних випадків хвороби (276 на кордоні та 123836 з місцевою передачею вірусу).[9]
- Сінгапур повідомив про 19159 нових випадків хвороби, загальна кількість випадків зросла до 767663. Повідомлено про 10 нових смертей, кількість померлих зросла до 1040.[10]
- У Великій Британії кількість випадків хвороби перевищила 19 мільйонів.[11]

### 3 березня
- Канада повідомила про 6603 нові випадки хвороби, загальна кількість випадків зросла до 3310385.[12]
- Малайзія повідомила про 32467 нових випадків хвороби, загальна кількість випадків зросла до 3528557. Зареєстровані 27629 нових одужань, загальна кількість одужань зросла до 3197298. Зареєстровано 86 нових смертей, кількість померлих зросла до 33028.[13]
- Нова Зеландія повідомила про 23194 нових випадки хвороби, загальна кількість випадків зросла до 166098. 515 хворих одужали, загальна кількість одужань зросла до 19263. Кількість померлих залишилася на рівні 56. Було 146779 активних випадків хвороби (252 на кордоні та 146527 з місцевою передачею вірусу).[14]
- Сінгапур повідомив про 18162 нові випадки хвороби, загальна кількість випадків зросла до 785825. Повідомлено про 9 нових смертей, кількість померлих зросла до 1049.[15]

### 4 березня
- Канада повідомила про 6776 нових випадків хвороби, загальна кількість випадків зросла до 3317651.[16]
- Малайзія повідомила про 33209 випадків хвороби, загальна кількість випадків зросла до 3561766. Зареєстровано 26352 одужання, загальна кількість одужань зросла до 3223650. Повідомлено про 22 смерті, кількість померлих зросла до 33106.[17]
- Нова Зеландія повідомила про 22535 нових випадків хвороби, загальна кількість випадків зросла до 188680. Зареєстровано 16875 одужань, загальна кількість одужань зросла до 36138. Повідомлено про 7 смертей, кількість померлих зросла до 63. Зареєстровано 152479 активних випадків хвороби (126 на кордоні та 152353 з місцевою передачею вірусу).[18]
- Сінгапур повідомив про 17564 нових випадки хвороби, загальна кількість випадків зросла до 803389. Повідомлено про 18 нових смертей, кількість померлих зросла до 1067.[19]
- У світі кількість смертей від COVID-19 перевищила 6 мільйонів.[20]

### 5 березня
- Канада повідомила про 3140 нових випадків хвороби, загальна кількість випадків зросла до 3320791.[21]
- Малайзія повідомила про 33406 нових випадків хвороби, загальна кількість випадків зросла до 3595172. Зареєстровано 27143 одужання, внаслідок чого загальна кількість одужань становила 3250793. Повідомлено про 67 смертей, кількість померлих зросла до 33173 осіб.[22]
- Нова Зеландія повідомила про 18840 нових випадків хвороби, загальна кількість випадків зросла до 207562. Було повідомлено про 3442 одужання, загальна кількість одужань зросла до 39580. Кількість померлих залишилася на рівні 63. Було 167919 активних випадків хвороби (126 на кордоні та 167793 з місцевою передачею вірусу).[23]
- Сінгапур повідомив про 16274 нові випадки хвороби, загальна кількість випадків зросла до 819663. Повідомлено про 6 нових смертей, кількість померлих зросла до 1073.[24]
- Південна Корея повідомила про 254327 нових випадків хвороби за добу, перевищивши поріг у 4 мільйони випадків, загальна кількість випадків зросла до 4212652.[25]
- У Таїланді зареєстровано 3 мільйони випадків COVID-19.[26]
- В'єтнам повідомив про 131817 нових випадків хвороби за добу, перевищивши поріг у 4 мільйони випадків, загальна кількість випадків зросла до 4021371.[27]

### 6 березня
- Бразилія перевищила поріг у 29 мільйонів випадків хвороби.[28]
- Канада повідомила про 2697 нових випадків хвороби, загальна кількість випадків зросла до 3323488.[29]
- Франція перевищила поріг у 23 мільйони випадків COVID-19.[28]
- Малайзія повідомила про 27435 нових випадків хвороби, загальна кількість випадків зросла до 3622607. Було зареєстровано 30335 одужань, загальна кількість одужань зросла до 3281128. Повідомлено про 55 смертей, кількість померлих зросла до 33228.[30]
- Нова Зеландія повідомила про 15162 нові випадки хвороби, загальна кількість випадків зросла до 222767. Зареєстровано 3586 одужань, загальна кількість одужань зросла до 43166. Повідомлено про 2 смерті, кількість померлих зросла до 65. Налічувалось 179536 активних випадків хвороби (123 на кордоні та 179 413 з місцевою передачею вірусу).[31]
- Сінгапур повідомив про 13158 нових випадків хвороби, внаслідок чого загальна кількість випадків досягла 832821. Повідомлено про 5 нових смертей, кількість померлих зросла до 1078.[32]

### 7 березня
- Канада повідомила про 5696 нових випадків хвороби, загальна кількість випадків зросла до 3331820.[33]
- Малайзія повідомила про 26856 нових випадків хвороби, загальна кількість випадків зросла до 3649463. Зареєстровано 30726 одужань, загальна кількість одужань зросла до 3311854. Зареєстровано 77 смертей, кількість померлих зросла до 33305.[34]
- Нова Зеландія повідомила про 17582 нові випадки хвороби, загальна кількість випадків зросла до 240319. Зареєстровано 4480 одужань, загальна кількість одужань зросла до 47646. Кількість померлих залишилася на рівні 65. Було 192608 активних випадків хвороби (116 на кордоні та 192492 з місцевою передачею вірусу).[35]
- Сінгапур повідомив про 13520 нових випадків хвороби, загальна кількість випадків зросла до 846341. Повідомлено про 6 нових смертей, кількість померлих зросла до 1084.[36]

### 8 березня
Щотижневий звіт ВООЗ:
- Канада повідомила про 4008 нових випадків хвороби, загальна кількість випадків зросла до 3335827.[38]
- Острів Різдва повідомив про перший випадок COVID-19.[39]
- Малайзія повідомила про 31490 нових випадків хвороби, загальна кількість випадків зросла до 3680953. Зареєстровано 29035 одужань, загальна кількість одужань зросла до 3340889. Зареєстровано 79 смертей, кількість померлих зросла до 33384.[40]
- Нова Зеландія повідомила про 23913 нових випадків хвороби, загальна кількість випадків зросла до 264255. Зареєстровано 23965 одужань, загальна кількість одужань зросла до 71 611. Кількість померлих залишилася на рівні 65. Зареєстровано 192579 активних випадків хвороби (127 на кордоні та 192452 з місцевою передачею вірусу)..[41]
- Сінгапур повідомив про 22201 новий випадок хвороби, загальна кількість випадків зросла до 868542. Повідомлено про 15 нових смертей, кількість померлих зросла до 1099.[42]

### 9 березня
- Канада повідомила про 6039 нових випадків хвороби, загальна кількість випадків зросла до 3342397.[43]
- Малайзія повідомила про 30246 нових випадків хвороби, загальна кількість зросла до 3711199. Зареєстровано 26653 одужання, загальна кількість одужань зросла до 3367542. Зареєстровано 113 смертей, кількість померлих зросла до 33497.[44]
- Нова Зеландія повідомила про 22466 нових випадків хвороби, загальна кількість випадків зросла до 286750. Одужали 12817 хворих, внаслідок чого загальна кількість одужань досягла 84428. Кількість померлих залишилася на рівні 65. Налічувалось 202257 активних випадків (116 на кордоні та 202141 з місцевою передачею вірусу).[45]
- Ніуе повідомило про свій перший випадок хвороби після повернення з Нової Зеландії.[46]
- Сінгапур повідомив про 17051 новий випадок хвороби, загальна кількість випадків зросла до 885593. Повідомлено про 11 нових смертей, кількість померлих зросла до 1110.[47]
- Південна Корея повідомила про 342438 нових випадків хвороби за добу, перевищивши 5 мільйонів випадків зараження, загальна кількість випадків зросла до 5212101.[48]
- За даними Університету Джонса Гопкінса, загальна кількість випадків хвороби у світі перевищила 450 мільйонів, і щонайменше 6 мільйонів хворих померли.[49]

### 10 березня
- Канада повідомила про 7771 новий випадок хвороби, загальна кількість випадків зросла до 3350160.[50]
- Малайзія повідомила про 30787 нових випадків хвороби, загальна кількість випадків зросла до 3741986. Зареєстровано 36457 одужань, загальна кількість одужань зросла до 3393999. Зареєстровано 70 смертей, кількість померлих зросла до 33567.[51]
- Нова Зеландія повідомила про 21030 нових випадків хвороби, загальна кількість зросла до 307803. Зареєстровано 14560 одужань, загальна кількість одужань зросла до 98988. Кількість померлих зросла до 91. Зареєстровано 208734 активних випадків хвороби (110 на кордоні та 208624 з місцевою передачею вірусу).[52]
- Сінгапур повідомив про 16165 нових випадків хвороби, загальна кількість зросла до 901758. Повідомлено про 6 нових смертей, кількість померлих зросла до 1116.[53]

### 11 березня
- Канада повідомила про 6175 нових випадків хвороби, загальна кількість випадків зросла до 3357009.[54]
- Малайзія повідомила про 32800 нових випадків хвороби, загальна кількість випадків зросла до 3774786. Зареєстровано 24444 одужання, загальна кількість одужань зросла до 3418443. Зареєстровано 76 смертей, кількість померлих зросла до 33643.[55]
- Нова Зеландія повідомила про 21012 нових випадків хвороби, загальна кількість випадків зросла до 328836. Зареєстровано 19895 одужань, загальна кількість одужань зросла до 118883. Повідомлено про 5 смертей, кількість померлих зросла до 98. Налічувалось 209 867 активних випадків хвороби (113 на кордоні та 209754 з місцевою передачею вірусу).[56]
- Сінгапур повідомив про 15345 нових випадків хвороби, загальна кількість випадків зросла до 917103. Повідомлено про 13 нових смертей, кількість померлих зросла до 1129.[57]

### 12 березня
- Малайзія повідомила про 26250 нових випадків хвороби, загальна кількість випадків зросла до 3801036. Зареєстровано 25089 одужань, загальна кількість одужань зросла до 3443532. Повідомлено про 77 смертей, кількість померлих зросла до 33720.[58]
- Нова Зеландія повідомила про 18715 нових випадків хвороби, загальна кількість випадків зросла до 347576. Зареєстровано 22195 одужань, загальна кількість одужань зросла до 141078. Повідомлено про 7 смертей, кількість померлих зросла до 105. Налічувалось 206405 активних випадків хвороби (121 на кордоні та 206284 з місцевою передачею вірусу).[59]
- Сінгапур повідомив про 12632 нові випадки хвороби, загальна кількість випадків зросла до 929735. Повідомлено про 10 нових смертей, кількість померлих зросла до 1139.[60]
- Південна Корея повідомила про 383659 нових випадків хвороби за добу, перевищивши показник у 6 мільйонів випадків, загальна кількість випадків зросла до 6206271.[61]
- В'єтнам повідомив про 168719 нових випадків хвороби за добу, перевищивши показник у 5 мільйонів випадків, загальна кількість випадків зросла до 5136405.[62]

### 13 березня
- Малайзія повідомила про 22535 нових випадків хвороби, загальна кількість випадків зросла до 3823571. Зареєстровано 25356 одужань, загальна кількість одужань зросла до 3468888. Повідомлено про 87 смертей, кількість померлих зросла до 33807.[63]
- Нова Зеландія повідомила про 14516 нових випадків хвороби, загальна кількість випадків зросла до 362109. Зареєстровано 23543 одужання, загальна кількість одужань зросла до 164621. Повідомлено про 8 смертей, кількість померлих зросла до 113. Налічувалось 197387 активних випадків хвороби (136 на кордоні та 197251 з місцевою передачею вірусу).[64]
- Сінгапур повідомив про 9701 новий випадок хвороби, загальна кількість випадків зросла до 939436. Повідомлено про 6 нових смертей, кількість померлих зросла до 1145.[65]

### 14 березня
- Канада повідомила про 3856 нових випадків хвороби, загальна кількість випадків зросла до 3368165.[66]
- Малайзія повідомила про 22030 нових випадків хвороби, загальна кількість випадків зросла до 3845601. Зареєстровано 33872 одужання, загальна кількість одужань зросла до 3502760. Було зареєстровано 92 смерті, кількість померлих зросла до 33899.[67]
- Нова Зеландія повідомила про 15562 нові випадки хвороби, загальна кількість випадків зросла до 377685. Зареєстровано 22495 одужань, загальна кількість одужань зросла до 187116. Було повідомлено про одну смерть, офіційна кількість померлих зросла до 114. Налічувалось 190467 активних випадків хвороби (147 на кордоні та 190 320 з місцевою передачею вірусу).[68]
- Сінгапур повідомив про 9042 нових випадки хвороби, загальна кількість випадків зросла до 948478. Повідомлено про 8 нових смертей, кількість померлих зросла до 1153.[69]

### 15 березня
Щотижневий звіт ВООЗ:
- Канада повідомила про 4350 нових випадків хвороби, загальна кількість випадків зросла до 3373852.[71]
- Малайзія повідомила про 26534 нові випадки хвороби, загальна кількість одужань зросла до 3872135. Зареєстровано 31234 одужання, загальна кількість одужань зросла до 3533994. Повідомлено про 95 смертей, кількість померлих зросла до 33994.[72]
- Нова Зеландія повідомила про 21633 нові випадки хвороби, загальна кількість випадків зросла до 399342. Повідомлено про 18859 одужань, загальна кількість одужань зросла до 205975. Офіційна кількість померлих залишилася на рівні 115. Налічувалось 193265 активних випадків хвороби (157 на кордоні та 193108 з місцевою передачею вірусу).[73]
- Сінгапур повідомив про 15851 новий випадок хвороби, загальна кількість випадків зросла до 964329. Повідомлено про 6 нових смертей, кількість померлих зросла до 1159.[74]
- Південна Корея повідомила про 362338 нових випадків за добу, перевищивши показник у 7 мільйонів випадків, загальна кількість випадків до 7228550.[75]

### 16 березня
- Канада повідомила про 5923 нові випадки хвороби, загальна кількість випадків зросла до 3379712.[76]
- Малайзія повідомила про 28298 нових випадків хвороби, загальна кількість випадків зросла до 3900433. Зареєстровано 33009 одужань, загальна кількість одужань зросла до 3567003. Повідомлено про 105 смертей, кількість померлих зросла до 34099.[77]
- Нова Зеландія повідомила про 19487 нових випадків хвороби, загальна кількість випадків зросла до 418861. Зареєстровано 15109 одужань, загальна кількість одужань зросла до 221084. Повідомлено про 22 смерті, кількість померлих зросла до 141. Налічувалось 197652 активних випадків хвороби (188 на кордоні та 197464 з місцевою передачею вірусу).[78]
- Сінгапур повідомив про 11278 нових випадків хвороби, загальна кількість випадків зросла до 975607. Повідомлено про 11 нових смертей, кількість померлих зросла до 1170.[79]

### 17 березня
- Канада повідомила про 5868 нових випадків хвороби, загальна кількість випадків зросла до 3385567.[80]
- В Індії зареєстровано 43 мільйони випадків COVID-19.[81]
- Малайзія повідомила про 27004 нові випадки хвороби, загальна кількість випадків зросла до 3927437. Зареєстровано 2950 одужань, загальна кількість одужань зросла до 3596453. Повідомлено про 86 смертей, кількість померлих зросла до 34185.[82]
- Нова Зеландія повідомила про 19591 новий випадок хвороби, загальна кількість випадків зросла до 438452. Зареєстровано 17411 одужань, загальна кількість одужань зросла до 238495. Зареєстровано 10 смертей, кількість померлих зросла до 151. Налічувалось 199847 активних випадків хвороби (207 на кордоні та 199640 з місцевою передачею вірусу).[83]
- Сінгапур повідомив про 10713 нових випадків хвороби, загальна кількість випадків зросла до 986320. Повідомлено про 12 нових смертей, кількість померлих зросла до 1182.[84]
- Південна Корея повідомила про 621328 нових випадків хвороби за добу, найбільший показник випадків хвороби за добу, перевищивши 8 мільйонів випадків, загальна кількість випадків зросла до 8250592.[85]
- Велика Британія переступила поріг у 20 мільйонів випадків хвороби.[11]

### 18 березня
- Канада повідомила про 8178 нових випадків хвороби, загальна кількість випадків зросла до 3394348.[86]
- На Островах Кука зареєстровано загалом 430 активних випадків хвороби, загальна кількість випадків становила 604. 174 хворі одужали, а 852 залишалися на карантині.[87]
- Німеччина повідомила про 297845 нових випадків хвороби за добу, перевищивши поріг у 18 мільйонів випадків, загальна кількість випадків зросла до 18287986.[88]
- У Гонконзі кількість випадків COVID-19 перевищила 1 мільйон.[89]
- Японія повідомила про 49210 нових випадків хвороби за добу, перевищивши поріг у 6 мільйонів випадків, загальна кількість випадків зросла до 6016206.[90]
- Малайзія повідомила про 24241 новий випадок хвороби, загальна кількість випадків зросла до 3951678. Зареєстровано 26615 одужань, загальна кількість одужань зросла до 3623068. Зареєстровано 59 смертей, кількість померлих зросла до 34244.[91]
- Нова Зеландія повідомила про 14148 нових випадків хвороби, загальна кількість випадків зросла до 452600. 90170 хворих одужали, внаслідок чого загальна кількість одужань досягла 328665. Повідомлено про 3 смерті, кількість померлих зросла до 156. Налічувалось 123867 активних випадків хвороби (156 на кордоні та 123711 з місцевою передачею вірусу).[92]
- Сінгапур повідомив про 10594 нові випадки хвороби, загальна кількість випадків зросла до 996914. Повідомлено про 9 нових смертей, кількість померлих зросла до 1191.[93]
- Соломонові Острови повідомили про 258 нових випадків хвороби, загальна кількість випадків зросла до 9758.
- У Вануату повідомили про 70 нових випадків хвороби, загальна кількість випадків досягла 473.[87]
- В'єтнам повідомив про 163174 нові випадки хвороби за добу, перевищивши 6 мільйонів випадків загалом, загальна кількість випадків зросла до 6162959.[94]

### 19 березня
- В Аргентині зареєстровано 9 мільйонів випадків COVID-19.[95]
- На Кокосових островах зареєстровано перший випадок хвороби.[96]
- Малайзія повідомила про 22341 новий випадок хвороби, загальна кількість випадків до 3974019. Зареєстровано 33347 одужань, загальна кількість одужань зросла до 3656415. Зареєстровано 85 смертей, кількість померлих зросла до 34329.[97]
- Нова Зеландія повідомила про 18559 нових випадків хвороби, загальна кількість випадків зросла до 471225. Зареєстровано 18751 одужання, загальна кількість одужань зросла до 347416. Повідомлено про 6 смертей, кількість померлих зросла до 164. Налічувалось 123665 активних випадків хвороби (186 на кордоні та 123479 з місцевою передачею вірусу).[98]
- Сінгапур повідомив про 10244 нові випадки хвороби, перевищивши 1 мільйон випадків загалом, загальна кількість випадків зросла до 1007158. Повідомлено про 3 нових смерті, кількість померлих зросла до 1194.[99]
- Південна Корея повідомила про 381454 нові випадки хвороби за добу, перевищивши 9 мільйонів випадків загалом, загальна кількість випадків зросла до 9038938.[100]

### 20 березня
- Малайзія повідомила про 19105 нових випадків хвороби, загальна кількість випадків зросла до 3993124. Зареєстровано 28250 одужань, загальна кількість одужань зросла до 3684665. Зареєстровано 71 смерть, кількість померлих зросла до 34400.[101]
- Нова Зеландія повідомила про 12046 нових випадків хвороби, загальна кількість випадків зросла до 483222. Зареєстровано 14521 одужання, загальна кількість одужань зросла до 361937. Повідомлено про 7 смертей, кількість померлих зросла до 175. Налічувалось 121134 активних випадків хвороби(193 на кордоні та 120941 з місцевою передачею вірусу).[102]
- Сінгапур повідомив про 7859 нових випадків хвороби, загальна кількість випадків зросла до 1015017. Повідомлено про 4 нові смерті, кількість померлих зросла до 1198.[103]

### 21 березня
- Канада повідомила про 2797 нових випадків хвороби, загальна кількість випадків зросла до 3404796.[104]
- Малайзія повідомила про 17828 нових випадків хвороби, перевищивши 4 мільйони випадків, загальна кількість випадків зросла до 4010952. Зареєстровано 28003 одужання, загальна кількість одужань зросла до 3712668. Зареєстровано 63 смерті, кількість померлих зросла до 34463.[105]
- Нова Зеландія повідомила про 14495 нових випадків хвороби, загальна кількість випадків зросла до 497731. Зареєстровано 15572 одужання, загальна кількість одужань зросла до 377509. Зареєстровано 12 смертей, кількість померлих зросла до 184. Налічувалось 120059 активних випадків хвороби (203 на кордоні та 119856 з місцевою передачею вірусу).[106]
- Сінгапур повідомив про 7538 нових випадків хвороби, загальна кількість випадків зросла до 1022555. Повідомлено про 10 нових смертей, кількість померлих зросла до 1208.[107]

### 22 березня
Щотижневий звіт ВООЗ:
- Канада повідомила про 8164 нові випадки хвороби, загальна кількість випадків зросла до 3412946.[109]
- Малайзія повідомила про 21483 нові випадки хвороби, загальна кількість випадків зросла до 4032435. Зареєстровано 32561 одужання, загальна кількість одужань зросла до 3745229. Зареєстровано 73 смерті, кількість померлих зросла до 34535.[110]
- Нова Зеландія повідомила про 20941 новий випадок хвороби, загальна кількість випадків зросла до 518685. Зареєстровано 21653 одужання, загальна кількість одужань зросла до 399162. Повідомлено про 14 смертей, кількість смертей зросла до 199. Налічувалось 119346 активних випадків хвороби (220 на кордоні та 119126 з місцевою передачі вірусу).[111]
- Сінгапур повідомив про 13166 нових випадків хвороби, загальна кількість випадків зросла до 1035721. Повідомлено про 6 нових смертей, кількість померлих зросла до 1214.[112]

### 23 березня
- Канада повідомила про 5690 нових випадків хвороби, загальна кількість випадків зросла до 3420292.[113]
- Малайзія повідомила про 22491 новий випадок хвороби, загальна кількість випададків зросла до 4054926. Зареєстровано 26234 одужання, загальна кількість одужань зросла до 3771463. Зареєстровано 63 смерті, кількість померлих зросла до 34600.[114]
- Нова Зеландія повідомила про 20130 нових випадків хвороби, загальна кількість випадків зросла до 538839. Зареєстровано 19504 одужання, загальна кількість одужань зросла до 418666. Було повідомлено про 7 смертей, кількість померлих зросла до 210. Налічувалось 119989 активних випадків хвороби (224 на кордоні та 119756 з місцевою передачею вірусу).[115]
- Сінгапур повідомив про 8940 нових випадків хвороби, загальна кількість випадків зросла до 1044661. Повідомлено про 6 нових смертей, кількість померлих зросла до 1220 осіб.[116]
- Південна Корея повідомила про 49081 новий випадок хвороби за добу, перевищивши 10 мільйонів випадків хвороби, загальна кількість випадків зросла до 10427421.[117]
- Сполучені Штати Америки подолали поріг у 1 мільйон смертей, ставши першою країною, яка подолала цей похмурий рубіж.[118]

### 24 березня
- Канада повідомила про 9826 нових випадків хвороби, загальна кількість випадків зросла до 3430114.[119]
- Малайзія повідомила про 24316 нових випадків хвороби, загальна кількість випадків зросла до 4079242. Зареєстровано 25212 одужань, загальна кількість одужань зросла до 3796975. Зареєстровано 64 смерті, кількість померлих зросла до 34664.[120]
- Нова Зеландія повідомила про 18467 нових випадків хвороби, внаслідок чого загальна кількість випадків досягла 557330. Було повідомлено про 19603 одужання, загальна кількість одужань до 438269. Повідомлено про 8 смертей, кількість померлих зросла до 221. Налічувалось 118869 активних випадків хвороби (243 на кордоні та 118626 з місцевою передачею вірусу).[121]
- Ніуе повідомило про 4 нові випадки хвороби на кордоні.[122]
- Сінгапур повідомив про 8478 нових випадків хвороби, загальна кількість випадків зросла до 1053139. Повідомлено про 6 нових смертей, кількість померлих зросла до 1226.[123]

### 25 березня
- Канада повідомила про 5956 нових випадків хвороби, загальна кількість випадків зросла до 3436519.[124]
- Малайзія повідомила про 21787 нових випадків хвороби, загальна кількість випадків зросла до 4101081. Загальна кількість одужань залишилася на рівні 3796975. Повідомлено про 52 смерті, кількість померлих зросла до 34717.[125]
- Нова Зеландія повідомила про 15900 нових випадків хвороби, загальна кількість випадків зросла до 573230. 14149 хворих одужали, внаслідок чого загальна кількість одужань досягла 452418. Повідомлено про 9 смертей, кількість померлих зросла до 234. Налічувалось 120625 активних випадків хвороби (255 на кордоні та 120370 з місцевою передачею вірусу).[126]
- Сінгапур повідомив про 7584 нові випадки хвороби, загальна кількість випадків зросла до 1060723. Повідомлено про 13 нових смертей, кількість померлих зросла до 1239.[127]
- Південна Корея повідомила про 339514 нових випадків хвороби за добу, перевищивши 11 мільйонів випадків загалом, загальна кількість випадків зросла до 11162232.[128]
- В'єтнам повідомив про 108979 нових випадків хвороби за добу, загальна кількість випадків перевищила 7 мільйонів, загальна кількість випадків зросла до 7074030.[129]

### 26 березня
- Малайзія повідомила про 20923 нових випадки хвороби, загальна кількість випадків зросла до 4122004. Зареєстровано 25467 одужань, загальна кількість одужань зросла до 3844766. Було повідомлено про 34 смерті, кількість померлих зросла до 34751.[130]
- Нова Зеландія повідомила про 14212 нових випадків хвороби, загальна кількість випадків зросла до 587467. Зареєстровано 15995 одужань, загальну кількість одужань зросла до 468413. Було повідомлено про 16 смертей, кількість померлих зросла до 254. Налічувалось 118837 активних випадків хвороби (252 на кордоні та 118585 з місцевою передачею вірусу).[131]
- Сінгапур повідомив про 6434 нові випадки хвороби, загальна кількість випадків зросла до 1067157. Повідомлено про 7 нових смертей, кількість померлих зросла до 1246.[132]

### 27 березня
- Малайзія повідомила про 16863 нові випадки хвороби, загальна кількість випадків зросла до 4138867. Зареєстровано 26171 одужання, загальна кількість одужань зросла до 3870937. Зареєстровано 37 смертей, кількість померлих зросла до 34751.[133]
- Нова Зеландія повідомила про 10272 нові випадки хвороби, загальна кількість випадків зросла до 597745. Зареєстровано 14598 одужань, загальна кількість одужань зросла до 483011. Було повідомлено про 6 смертей, кількість смертей зросла до 258. Налічувалось 114511 активних випадків хвороби (255 на кордоні та 114256 з місцевою передачею вірусу).[134]
- Сінгапур повідомив про 4848 нових випадків хвороби, загальна кількість випадків зросла до 1072005. Повідомлено про 4 нові смерті, кількість померлих зросла до 1250.[135]

### 28 березня
- Канада повідомила про 8118 нових випадків хвороби, загальна кількість випадків зросла до 3450919.[136]
- В Індонезії зареєстровано 6 мільйонів випадків COVID-19.[137]
- Малайзія повідомила про 13336 нових випадків хвороби, загальна кількість випадків зросла до 4152203. Зареєстровано 25552 одужання, загальна кількість одужань зросла до 3896489. Зареєстровано 54 смерті, кількість померлих зросла до 34842.[138]
- Нова Зеландія повідомила про 12934 випадки хвороби, загальна кількість випадків зросла до 610687. Зареєстровано 14469 одужань, загальна кількість одужань зросла до 497480. Було повідомлено про 8 смертей, кількість померлих зросла до 269. Налічувалось 112976 активних випадків хвороби (277 на кордоні та 112699 з місцевою передачею вірусу).[139]
- Сінгапур повідомив про 4925 нових випадків хвороби, загальна кількість випадків зросла до 1076930. Повідомлено про 4 нові смерті, кількість померлих зросла до 1254.[140]
- Південна Корея повідомила про 187213 нових випадків хвороби за день, перевищивши 12 мільйонів випадків загалом, загальна кількість випадків зросла до 12003054.[141]

### 29 березня
Щотижневий звіт ВООЗ:
- Канада повідомила про 9766 нових випадків хвороби, загальна кількість випадків зросла до 3460685.[143]
- Малайзія повідомила про 15215 нових випадків хвороби, загальна кількість випадків зросла до 4167418. Було повідомлено про 24154 одужання, загальна кількість одужань зросла до 3920643. Зареєстровано 64 смерті, кількість померлих зросла до 34906.[144]
- Нова Зеландія повідомила про 17192 випадки хвороби, загальна кількість випадків зросла до 627898. Було зареєстровано 20925 одужань, загальна кількість одужань зросла до 518405. Було повідомлено про 35 смертей, кількість померлих зросла до 303. Налічувалось 109227 активних випадків хвороби (291 на кордоні та 108936 з місцевою передачею вірусу).[145]
- Сінгапур повідомив про 8164 нові випадки хвороби, загальна кількість випадків зросла до 1085094. Повідомлено про 4 нові смерті, внаслідок чого кількість померлих досягла 1258.[146]

### 30 березня
- Канада повідомила про 6880 нових випадків хвороби, загальна кількість випадків зросла до 3472554.[147]
- Малайзія повідомила про 15941 новий випадок хвороби, загальна кількість випадків зросла до 4183359. Зареєстровано 21186 одужань, внаслідок чого загальна кількість одужань склала 3941829. Було зареєстровано 33 смерті, кількість померлих зросла до 34939.[148]
- Нова Зеландія повідомила про 15966 нових випадків хвороби, загальна кількість випадків зросла до 643875. Зареєстровано 20127 одужань, загальна кількість одужань зросла до 538532. Повідомлено про 12 смертей, кількість померлих зросла до 317. Налічувалось 105065 активних випадків хвороби (296 на кордоні та 104769 з місцевою передачею вірусу).[149]
- Сінгапур повідомив про 5729 нових випадків хвороби, загальна кількість випадків зросла до 1090823. Повідомлено про 5 нових смертей, кількість померлих зросла до 1263.[150]
- У Великій Британії кількість випадків перевищила 21 мільйон.[11]

### 31 березня
- Канада повідомила про 12519 нових випадків хвороби, загальна кількість випадків зросла до 3485073.[151]
- Малайзія повідомила про 18560 нових випадків хвороби, загальна кількість випадків зросла до 4201919. Зареєстровано 18252 одужання, загальна кількість одужань зросла до 3960082. Було повідомлено про 44 смерті, кількість померлих зросла до 34983.[152]
- Нова Зеландія повідомила про 15289 нових випадків хвороби, загальна кількість випадків зросла до 659175. Було зареєстровано 18469 одужань, загальна кількість одужань зросла до 557001. Повідомлено про 20 смертей, кількість померлих зросла до 338. Налічувалось 101875 активних випадків хвороби (288 на кордоні та 101587 з місцевою передачею вірусу).[153]
- Сінгапур повідомив про 5605 нових випадків хвороби, загальна кількість одужань зросла до 1096428. Повідомлено про 5 нових смертей, кількість померлих зросла до 1268.[154]
- Південна Корея повідомила про 320743 нові випадки хвороби за добу, перевищивши 13 мільйонів випадків загалом, загальна кількість випадків зросла до 13095631.[155]

## Резюме
Країни та території, які підтвердили перші випадки захворювання протягом березня 2022 року:
| Дата            | Країна або територія |
| --------------- | -------------------- |
| 8 березня 2022  | Острів Різдва        |
| 9 березня 2022  | Ніуе                 |
| 19 березня 2022 | Кокосові острови     |

Станом на кінець квітня лише такі країни та території не повідомляли про випадки зараження SARS-CoV-2:
Азія
- Північна Корея
- Туркменістан

Океанія
- Науру
- Піткерн
- Токелау
- Тувалу